# Autoserica benuensis
Autoserica benuensis är en skalbaggsart som beskrevs av Brenske 1902. Autoserica benuensis ingår i släktet Autoserica och familjen Melolonthidae. Inga underarter finns listade.